# 101A
101A – wagon osobowy 2. klasy używany od lat 60. do wczesnych lat 90. XX w. przez PKP na trasach lokalnych, zwany ryflakiem. Dwa ostatnie czynne wagony zostały przeniesione do skansenu kolejowego w Chabówce, gdzie służą przy okazji przejazdów specjalnych. Wagon stanowił rozwinięcie konstrukcji 43A.

## Historia

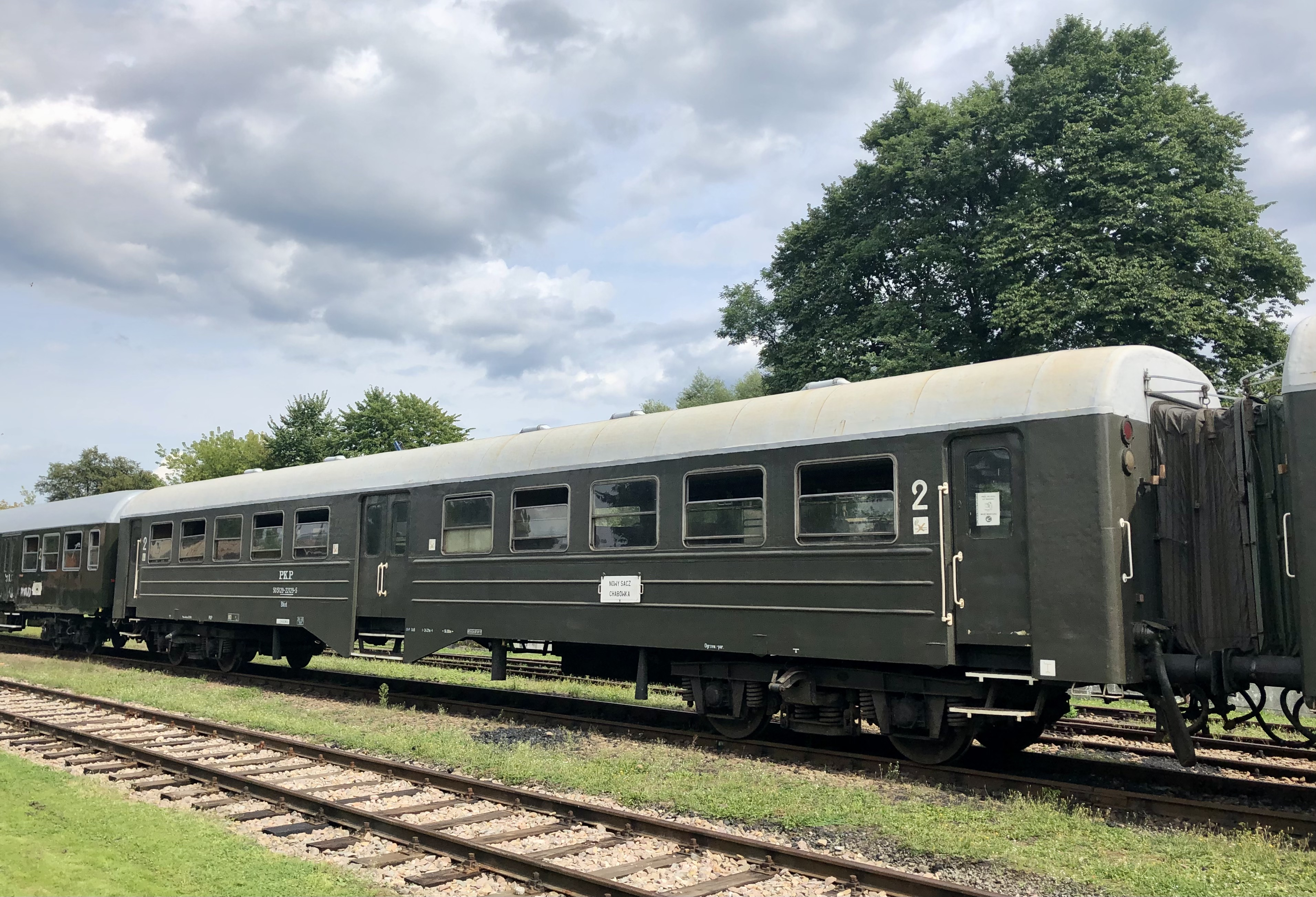
Wagon 101A ze Skansenu taboru kolejowego w Chabówce

### Tło historyczne
Po II wojnie światowej PKP posiadało tabor bardzo urozmaicony i przestarzały. Szczególnie brakowało taboru do obsługi linii lokalnych. W większości były to pojazdy dwu- lub trzyosiowe, często o konstrukcji drewnianej i z kłopotliwym gazowym oświetleniem. W sierpniu 1945 Ministerstwo Komunikacji zleciło wykonanie wagonów czteroosiowych trzeciej klasy. W 1946 w Pafawagu ruszyła produkcja wagonów trzeciej klasy C4i, bazujących na częściach oraz planach pozostawionych przez Niemców. Produkcja polskich wagonów rozpoczęła się w drugiej połowie 1946. 16 listopada 1946 w Zakładach Cegielskiego w Poznaniu powstał prototyp wagonu 1A. Wagon ten nie zapewniał wystarczającego komfortu podróżnym, jednakże jego produkcja i eksploatacja przyczyniła się do dalszego rozwoju konstrukcji wagonów osobowych w Polsce. W 1957 powstał wagon 43A, wagon ten był znacznie bardziej nowoczesny od poprzedników, przeznaczony był do przewozów regionalnych i aglomeracyjnych. Konstrukcja wymagała jednak wciąż wielu modyfikacji.

### Powstanie wagonów 101A
Program modernizacji kolei, przyjęty w PKP w drugiej połowie lat pięćdziesiątych, oprócz prac elektryfikacyjnych zakładał wdrożenie na szerszą skalę na liniach drugorzędnych wagonów motorowych. Równolegle podjęto prace nad projektem wagonów doczepnych, przeznaczonych do eksploatacji z takimi wagonami. W roku 1959 powstał projekt, następnie prototyp wagonu motorowego krajowej produkcji serii SN80. Jednocześnie, Centralne Biuro Konstrukcyjne Przemysłu Taboru Kolejowego opracowało projekt wagonu doczepnego serii DBhixt, stanowiącego rozwinięcie konstrukcji wagonu 43A. W przeciwieństwie do wagonów motorowych SN80, które nie weszły do masowej produkcji z powodu wstrzymania importu przekładni, w Zakładach Cegielskiego od roku 1962 podjęto seryjną produkcję wagonów doczepnych 101A. Wykorzystano w nich wiele rozwiązań zapożyczonych z projektu SN80.

### Produkcja seryjna
Zakłady Hipolita Cegielskiego w Poznaniu wyprodukowały w latach 1962–1964 łącznie 155 wagonów 101A. Rozwinięciem projektu stała się seria 102A. W wyniku doświadczeń zdobytych w produkcji i eksploatacji wagonów 101A podjęto się produkcji udoskonalonej serii wagonów, których budowę rozpoczęto w 1964, równolegle z produkcją ostatnich 101A. Względem pierwowzoru, nowe wagony zyskały m.in. poprawione ogrzewanie oraz oświetlenie według standardów UIC.

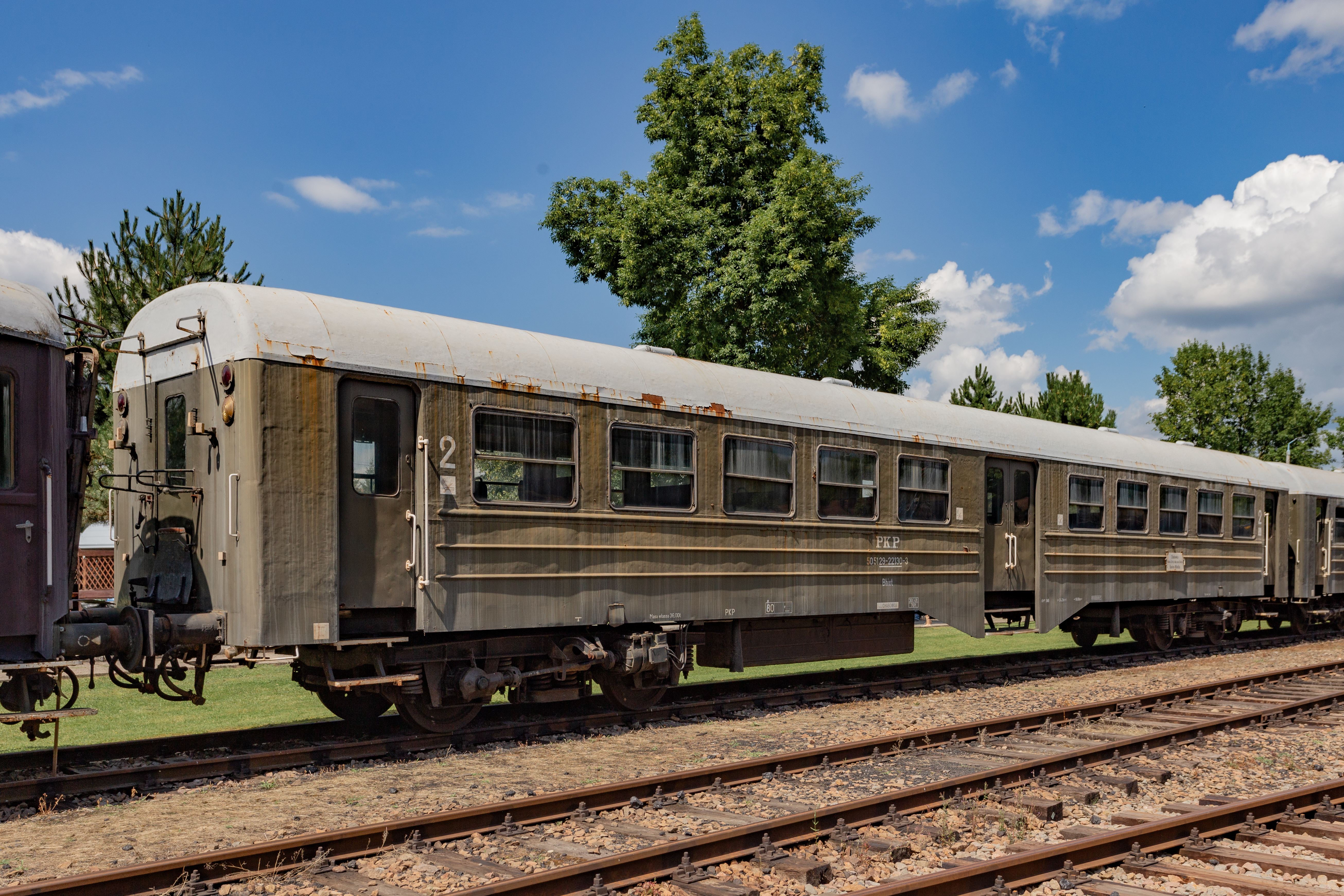
Wagon 101A ze Skansenu taboru kolejowego w Chabówce

## Konstrukcja

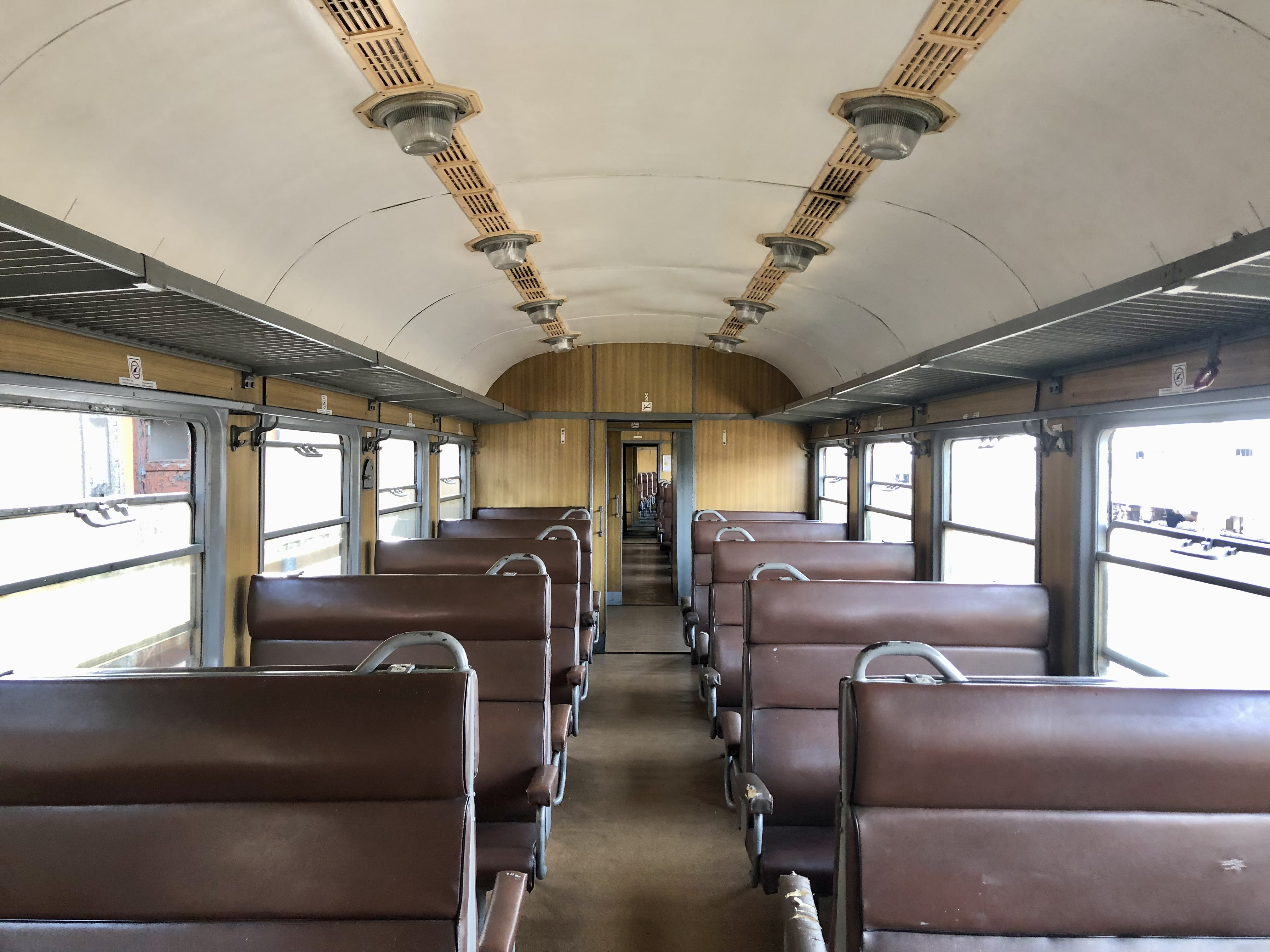
Przedział pasażerski

### Pudło
W konstrukcji wagonu 101A względem pierwowzoru zmianie uległ kształt ścian czołowych, które – wraz z czołownicą – zostały przesunięte do końca zewnętrznych ścian bocznych oraz górnej linii dachu. Drzwi przesuwne w ścianach czołowych zostały zastąpione odchylnymi. Zamiast uchylnych, zastosowano opuszczane okna, umieszczone w metalowej ramie. Zmiany miały za cel zwiększenie szczelności pudła i zabezpieczenie przeciw dostawaniem się spalin do przestrzeni pasażerskiej. Wagon, podobnie jak SN80 oraz pierwowzór, otrzymał siedzenia w układzie klasycznym 2+2 z przejściem środkowym. Wyposażenie wnętrza zostało również zaadaptowane z tego wagonu motorowego. W układzie biegowym zastosowano nowe wózki (typu 101A), o zmniejszonym do 2,5 m rozstawie osi, w których usprężynowanie belki bujakowej realizowały sprężyny śrubowe. Belkę bujakową wraz z gniazdem oparcia pudła poddano rekonstrukcji, pozostawiono jednak tradycyjne (widłowe) prowadzenie maźnic. Przez wagon przeprowadzono przewody elektryczne umożliwiające eksploatację w pociągach zmiennokierunkowych. Zmodyfikowany wagon był dłuższy od pierwowzoru o 910 mm.

### Ogrzewanie i wentylacja
Wagon miał wyłącznie ogrzewanie parowe – zrezygnowano z ogrzewania elektrycznego, które miał poprzednik oraz sprowadzane z NRD wagony piętrowe. Wentylacja była niewymuszona – za pomocą uchylnych okien.

### Wózki
Wózek 101A był taki sam jak w wagonie motorowym SN80. Była to ostatnia konstrukcja wózka z widłowym prowadzeniem łożysk zestawu kołowego. Rama wózka była spawana z profili walcowanych. Zestawy kołowe były amortyzowane przez belkę bujakową opartą na sprężynach śrubowych. Usprężynowanie miało dwustopniową charakterystykę. Dodatkowo zostały zamontowane amortyzatory hydrauliczne tłumiące ruchy poprzeczne. Wózki tego typu stosowano również w 102A.

## Eksploatacja
Wagony 101A zostały przydzielone do wszystkich DOKP z wyjątkiem Katowic, gdzie ze względu na duże potoki podróżnych, kierowane były wagony piętrowe serii Bhp, oferujące więcej miejsc w przeliczeniu na długość składu. Z czasem jednak wagony piętrowe wypierały wagony 101A także w innych dyrekcjach. Najwięcej 101A (51 sztuk) trafiło do DOKP Gdańsk, dysponującej małą liczbą wagonów wcześniejszych serii. 101A najczęściej były doczepiane do wagonów motorowych, których gdańska dyrekcja miała najwięcej w kraju. Pierwszy wagon został skasowany już 20 lipca 1966. Ostatecznie seria została wycofana na początku lat 90. Dwa ostatnie czynne wagony zostały przeniesione do skansenu kolejowego w Chabówce i są wykorzystywane między innymi do przejazdów turystycznych.